# Kirchenbezirk Plauen
Der Kirchenbezirk Plauen war ein dem Regionalkirchenamt Chemnitz unterstellter Kirchenbezirk der Evangelisch-Lutherischen Landeskirche Sachsens. Er wurde auch Ephorie oder Superintendentur Plauen genannt. 2020 ging er zusammen mit dem ehemaligen Kirchenbezirk Auerbach im Kirchenbezirk Vogtland auf, der ebenfalls seinen Sitz in Plauen hat.

## Gebiet
Der Kirchenbezirk Plauen umfasste den westlichsten Teil der Evangelisch-Lutherischen Landeskirche Sachsens. Er grenzte im Westen und Norden an die Evangelische Kirche in Mitteldeutschland, im Osten an den Kirchenbezirk Auerbach und im Süden an die Tschechische Republik. Die Ostgrenze bildeten die Gemeinden Neumark, Reichenbach im Vogtland, Limbach, Jocketa-Pöhl, Altensalz, Theuma, Tirpersdorf, Arnoldsgrün, Schöneck und Markneukirchen. Neben diesen gehörten die Gemeinden Mylau, Netzschkau, Elsterberg, Ruppertsgrün, Steinsdorf, Jößnitz, Plauen Markus-Paulus, Plauen St. Johannis, Plauen Luther, Plauen-Oberlosa, Straßberg, Kürbitz, Taltitz, Ebersgrün, Pausa, Thierbach-Ranspach-Langenbuch, Mühltroff-Langenbach, Rosenbach, Reuth, Mißlareuth, Burgstein, Bobenneukirchen, Oelsnitz, Unterwürschnitz, Adorf, Marieney-Wohlbach, Bad Elster und Bad Brambach-Schönberg zum Kirchenbezirk. Bei der Auflösung des Kirchenbezirks waren diese Gemeinden zu insgesamt 18 Kirchgemeinden zusammengefasst.
Bis auf Langenbuch, das im thüringischen Saale-Orla-Kreis liegt, gehören alle Orte zum Vogtlandkreis.

## Geschichte
Ab den 1520er Jahren breitete sich die Reformation in der Region um Plauen zügig aus. Mit der Visitation 1529 wurde der frühere Komtur der Deutschordenskommende, Georg Eulner, zum Superintendenten eingesetzt, womit zugleich die Ephorie Plauen gegründet wurde.
1837 wurden die Ephorien Auerbach und Reichenbach von Plauen abgetrennt. Die Ephorie Reichenbach wurde aber 1847 schon wieder aufgelöst und ihr Gebiet auf die Ephorien Auerbach und Plauen verteilt. Im Jahr 2000 wurde der Kirchenbezirk Oelsnitz/V. angegliedert, bevor 2020 der Plauener Kirchenbezirk im neuen Kirchenbezirk Vogtland aufging.
Eine besondere Rolle spielte die Superintendentur Plauen 1989 während der Friedlichen Revolution. Superintendent Thomas Küttler vermittelte mit Oberbürgermeister Norbert Martin (SED) ein Gespräch zwischen den protestierenden Gruppen und der Politik. Dazu trugen sich Plauener Bürger in Listen ein, die in der Superintendentur auslagen. Aus diesen Listen wurde eine Verhandlungsgruppe unter Vorsitz Küttlers gegründet, die Reformen einforderte.

### Leitung
An der Spitze eines Kirchenbezirkes steht der Superintendent, der geistliche Leiter der gesamten Kirchenorganisation des Bezirks, dem die Pfarrer der einzelnen Gemeinden zugeordnet sind. Sitz des Plauener Superintendenten war Plauen. Die Plauener Superintendenten hatten zugleich die erste Pfarrstelle der Johanniskirche Plauen inne.
- 1529–1538 Georg Eulner, ehemaliger Komtur der Deutschordenskommende zu Plauen
- 1538–1547 Georg Raute d. Ä., ab 1525 evangelischer Prediger in Plauen
- 1547–1564 Corbinianus Hendel
- 1564–1566 Christoph Friedrich
- 1567–1584 Bartholomäus Reibolt
- 1585–1591 Martin Pfündel
- 1591–1592 David Schott
- 1594–1603 Nicolaus Polant
- 1603–1611 Matthias Hoë von Hoënegg
- 1612–1613 Hieronymus Kromayer d. Ä.
- 1614–1624 Caspar Pamler
- 1624–1643 Gabriel Lotter
- 1643–1673 Ägidius Wildt
- 1674–1696 Johannes Heiffel d. Ä.
- 1697–1713 Johann Avenarius
- 1714–1737 Johann Georg Hermann
- 1738–1746 Johann Gottfried Hermann
- 1746–1748 Johann Christian Stemler
- 1748 Georg Friedrich Strantz
- 1785 Johann Christian Hand
- 1798–1823 Johann Friedrich Wilhelm Tischer
- 1824 Christian Anton August Fiedler
- 1844–1875 Ewald Beyer
- 1875–1892 Gustav Landmann
- 1892 Paul Robert Lieschke
- 1915 Franz Otto Glänzel
- 1924 Heinrich Theodor Friedrich Naumann
- 1930 Richard Franke
- 1935–1940 Reinhold Semm
- 1941–1945 Albert Spielmann
- 1950 Georg Albert Thomas
- 1957–1972 Karl Wohlgemuth
- 1963 Winfried Pape
- 1979–2004 Thomas Küttler
- 2004–2014 Matthias Bartsch
- seit 2015 Ulrike Weyer, Superintendentin des 2020 aus den Kirchenbezirken Plauen und Auerbach gegründeten Kirchenbezirks Vogtland